# Globalizando
O Globalizando foi uma organização sem fins lucrativos que promoveu o ensino de idiomas de forma gratuita e virtual no Brasil de maio de 2019 a dezembro de 2024. Através do seu programa de mentoria, a organização conectou mentores voluntários com estudantes socioeconomicamente desprivilegiados para que trabalhassem juntos não apenas um idioma de sua escolha, como também os Objetivos de Desenvolvimento Sustentável propostos pela ONU e tópicos de diversidade cultural.

## História
Fundada no dia 5 de maio de 2019, a ideia da organização surgiu a partir de um grupo de jovens impactados pela realidade do ensino de idiomas no Brasil.
De maneira on-line, a organização realizou dois ciclos de mentorias anuais com a duração de um semestre cada, promovendo o ensino de inglês, francês, espanhol, italiano, alemão, coreano e japonês. As inscrições eram abertas duas vezes ao ano e divulgadas através das redes sociais do Globalizando.

## Impacto e reconhecimento
Em 2021, o Globalizando já acumulava mais de 920 mentorados com o auxílio de 375 mentores voluntários, mesmo durante a pandemia de COVID-19, e com isso conseguiu reconhecimento de grandes veículos de mídia. Venceu o primeiro lugar do Prêmio Prudential Espírito Comunitário 2020, da Prudential do Brasil, recebendo o valor de R$25 mil, além de ser selecionado para o programa de incubação da Latin American Leadership Academy.